# راهزنان در مقابل جوخه سامورایی‌ها
راهزنان در مقابل جوخه سامورایی‌ها (به ژاپنی: 雲霧仁左衛門 Kumokiri Nizaemon) فیلمی به کارگردانی هیدئو گوشا است که در سال ۱۹۷۸ اکران شد.

## بازیگران
- تاتسویا ناکادای
- جونکو میاشیتا
- شیما ایواشیتا
- ماتسوموتو کوشیرو نهم
- تتسورو تامبا
- کیکو ماتسوزاکا
- میتسوکو بایشو
- ریوهی اوچیدا